# Herbert Kitchener
Horatio Herbert Kitchener (1850. június 24., Gunsborough – 1916. június 5., Orkney-szigetek közelében), sokszor egyszerűen Lord Kitchener az egyik legismertebb brit katonatiszt az angol gyarmatosítás korából, a 19. század utolsó harmadában szinte minden fontosabb, Nagy-Britanniát érintő konfliktusban részt vett.

## Élete

### Fiatalsága
Henry Horatio Kitchener, nyugalmazott alezredes és Frances Chevallier gyermekeként látta meg a napvilágot Írországban, a családja nem volt ír, csak apja vásárolt itt földet leszerelése után. A családban gyakori Horatio nevet lord Nelson emlékére viselte.
13 évesen testvéreivel Svájcba küldik tanulni, egy évvel később itt éri a hír anyja haláláról. Itteni tanulmányait befejezvén, 1867-ben jelentkezett a woolwichi akadémiára, ahová sikeresen fel is vették, de Angliába továbbra sem költözik vissza, hanem követte újraházasodó apját (aki 65 éves volt ekkor) a bretagne-i Dinanba, ahová költözött feleségével. Herbert Kitchenert így a porosz–francia háborút közelről szemlélhette, amelyben önkéntesként részt is vett. A harcok során nagyra értékelte a franciák tettrekészségét, ugyanakkor lehangolta a gyenge felkészültségük.

### Katonai szolgálata

#### PalesztinátólEgyiptomig
A frissen végzett hadmérnök hadnagy első feladata Palesztina feltérképezése volt: egy már működő expedícióhoz kellett csatlakoznia, mivel a korábban a feltérképezést vezető két tisztből: Stewart századosból és Conder hadnagyból már csak az utóbbi volt életben, sőt a Stewart helyére küldött katonatiszt is megbetegedett. Kitchener sem kezdte jól katonai karrierjét: 1874 telén Jeruzsálemben megbetegedett, és csak a következő év tavaszán tudott csatlakozni a feltáráshoz, amely során sikerült Palesztináról pontos térképet készíteni. Kitchener az expedíció fényképésze is volt: fotóit 1876-ban Londonban kiadták. Munkájuk során csupán egyszer támadták meg őket helyi törzsek, Galileában – ettől eltekintve munkájukat nem fenyegette veszély.
Kitchener ezután Anatóliába került konzulhelyettesnek, és részt vett az orosz–török háborúban: Bulgáriában követte figyelemmel az eseményeket, ahol újra láthatta, hogy egy rosszul szervezett hadsereg miként viseli a harcot. 1878-ban innen áthelyezték Ciprusra; amelyet frissen szereztek meg az angolok. Kitchener itt is a feltérképezésben vett részt, mint pár év múlva a Sínai-félsziget esetében, ekkor már azonban 1881-et írtak, amikor az Arabi pasa vezette felkelés tombolt Egyiptomban.

#### Egyiptomban
Hogy az egyiptomi hadseregben jelentkezzen új feladatára, el kellett jutnia Iszmáilíjába, ahová kalandos körülmények között meg is érkezett. Az egyiptomi hadsereg kötelékében léptették elő őrnaggyá – ebben a rangban vett részt a Kartúmot felmentő seregben, de Charles George Gordon halála miatt visszafordultak 1885 tavaszán, Kitchenert letörte Gordon halála, és Kartúm eleste, már ekkor a méltó bosszún gondolkozott.
1886-tól Suakinban kormányzó. Ez a terület a szudáni-egyiptomi határ mellett található, így Kitchenernek gyakran meggyűlt a baja a mahdista felkelők betöréseivel, amelyeket sikerült visszavernie, sőt kis híján az egyik mahdista vezért: Osman Dignát is sikerült elfognia. Ezután az egyiptomi hadsereg parancsnokhelyettesévé nevezték ki, 1888-ban, ebben a tisztségében is bizonyította rátermettségét, amikor is Gemaziehnél megvert egy mahdista sereget.
1890-ben átvette az egyiptomi hadsereg parancsnoki tisztjét Sir Evelyn Woodtól, sőt egy rövid ideig még az egyiptomi rendőrség parancsnoka is ő volt. Új hivatalában nekilátott ütőképesebb sereggé formálni a rá bízott haderőt. 1896-ban, már vezérőrnagyként ütött a bosszú órája: az angol kormányzat nyomására Kitchener az egyiptomi hadsereg élén megindult Szudán visszafoglalására.

#### Szudán meghódítása
Az első fontos állomás Szudánban Dongola elfoglalása volt: innen indult ki hódító útjára a Mahdí-felkelés: így ennek az ideológiailag kulcsfontosságú területnek a megszerzésével lehetett az első csapást mérni a felkelőkre. 1897-re a Dongolát elfoglalta Kitchener, a siker kulcsa a remek utánpótlási rendszer és a hírközlés volt: Egyiptomból a harcok helyszínéhez közel volt a frissen fektetett vasút vége, és a legutolsó távírópóznák is a csatatérhez közel estek. Kitchener az egész szudáni hadjárat során így járt el: azonban ennek a módszernek is megvoltak a veszélyei: a mahdisták gyakran megpróbálták elvágni a kommunikációs kábeleket, valamint próbálták szabotálni a vasúti közlekedést, azonban eme próbálkozásokat Kitchener sikeresen kivédte.
1898. július 3-án Atbaránál visszaverte a mahdisták támadását, így megnyílt az út előtte Kartúm felé. A döntőt csatát a felkelőkkel szeptember 1-2-án vívta Omdurmán alatt.
A csatában a kétszeres túlerőben (kb. 50 000 fő) lévő mahdista sereget technikai fölényével a földbe döngölte, miközben ágyúnaszádjai Kartúmot lőtték. A győztes csata után exhumáltatta Mahdit, és Gordonra emlékezve, bosszúból leromboltatta síremlékét. Szintén bosszúból a vezető koponyáját magával vitte (Gordont lefejezték az ostrom végeztével 1885-ben a felkelők), majd hamvait a Nílusba szóratta.
Ezután azonban nem eredt a menekülő mahdisták nyomába, hanem déli irányba, Fashoda felé indult, hogy tárgyaljon a nyár közepe óta ott állomásozó franciákkal. Két hetes nílusi hajóút után (szeptember 18-án érkezett meg Fashodába) tárgyalni kezdett a franciák parancsnokával, Jean-Baptiste Marchand századossal. A helyszínen baráti hangú tárgyalások a diplomácia terén a kor legforróbb válsága volt, melyből a franciák kihátráltak. Kitchener ezután Angliába utazott, ahol megkapta a Kartúm és Aspall bárója címet, valamint a Lordok Házába való belépés lehetőségét (ezzel igen ritkán élt a későbbiekben), teljesítményéért 25 000 fontot kapott jutalomként. A későbbi szudáni adminisztrációhoz szükséges tisztviselőréteg kiképzéséhez szükséges iskolához is gyűjtött adományokat, amely 1902-ben megnyitotta kapuit Gordon Memorial School néven.
A következő évben Kitchener felszámolta a Dárfúrba áthelyeződött felkelést, a területet Szudánhoz csatolta, melyet a modernizáció útjára léptetett. Azonban itt túl sokáig nem tudott reformálni, mivel a második búr háború miatt Dél-Afrikába helyezték át.

#### Dél-Afrikától Indiáig
Dél-Afrikában Lord Roberts vezérkarába tartozott, majd tőle átvette a parancsnokságot 1900 őszén. Kitchener ekkor a háború második szakaszában találta magát, amikor a búrok gerilla-hadviselést folytattak a britek ellen, ezt pedig az angol parancsnok brutális eszközökkel beszüntettette: a búr nőket és gyerekeket koncentrációs táborokba záratta, a búr ellenállás gócpontjaiként szolgáló farmokat pedig felrobbantatta, e módszerek miatt sok kritika érte, sőt be is nyújtotta lemondását 1901 folyamán a főparancsnoki tisztségről, de az akkori kormány ezt elutasította. Az 1902-ig háborút lezáró vereenigingi békét ő kötötte meg a búrokkal. Háborús teljesítményéért megkapta a Kartúm, Aspall és a Vaal-völgy vikomtja címet, és 30 000 font jutalmat.
1902-től 1909-ig töltötte be az indiai hadsereg főparancsnoki tisztét, amelyet még két évvel meghosszabbítottak. Itt szerette volna megreformálni a helyi katonaságot, ám az alkirály, Lord Curzon végig tevékenysége ellen volt. Indiai tartózkodása alatt léptették elő tábornaggyá, valamint felmerült annak a lehetősége is, hogy ő lesz a következő alkirály, ám ezt többen ellenezték, mondván: katona ne viseljen civil hivatalt (ez egészen 1943-ig így is lesz).

#### Az első világháborúban

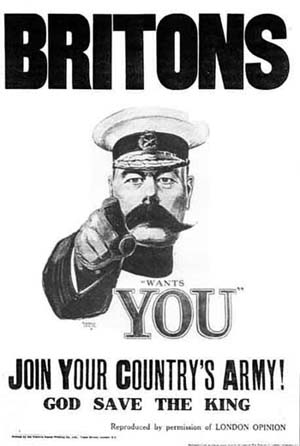
Toborzóplakát Kitchenerrel

1911-ben Egyiptomba helyezték át, mint főkonzul, egészen 1914-ig itt szolgált, miközben gyakran meglátogatta a fejlődő Szudánt. Itteni kiküldetése alatt kapta meg a "Kartúm earlje" címet.
Az első világháború kitörésekor, Herbert Asquith miniszterelnök őt nevezte ki hadügyminiszterré. Ő, ellentétben az akkori közvéleménnyel, hosszú háborút jósolt, valamint Lord Derby ötlete alapján megreformálta az angol hadsereget, melyet területi és foglalkozási alapon szervezett egységekre osztott. Azonban a sikertelen gallipoli hadjárat után, és a lőszerválság miatt helyére David Lloyd George lett kinevezve. Utódjával egy diplomáciai útra kellett volna indulnia 1916-ban Oroszországba, azonban Lloyd George visszamondta az utat, így egyedül ő lett volna az angolok küldöttje, azonban az őt szállító HMS Hampshire cirkáló 1916. június 5-én este aknára futott az Orkney-szigetek közelében: a csupán egy tucat ember élte túl a detonációt, Kitchener nem volt köztük.